# أبهافا
أبهافا أو أبهاڤ، (بالإنجليزية: Abhava)‏، (بالهندية: अभाव)‏، وتعني «اللا وجود، النفي، اللا شيء، الغائب عن الوجود»، هو أحد رُكني المعرفة الصحيحة التي يُقال لها «برامانا»، وهو نقيض «البهافا»، أي الكائن، الموجود، الحاضر المشهود. والأبهافا أربعة أنواع: اللاوجود السابق أي الذي يكون قبل وجود الشيء أو ظهوره. والفناء أي زوال شيء كان موجودًا. واللا وجود المُطلق، وهو نفي لما لا يوجد أبدًا. والنفي الضمني أي لا وجود شيء بالنسبة لآخر، كأن نقول: البقرة ليست حِصانًا، والحصان ليس بقرة.

## نظرة عامة
أبهافا هي واحدة من وسيلتين تنفرد بهما مدرسة بورفا ميمامسا الفلسفية، وتعني المعرفة الصحيحة أو السليمة (برامانا pramana)، والأخرى هي الافتراض/الفرضية (أرثاباتي Arthapatti). إنَّ جميع المدارس الفلسفية الهندية تهتم بتدوين البرامانا، أي الوسائل التي يمكن للبشر من خلالها اكتساب المعرفة الحقيقية والدقيقة. ووراء هذا الاهتمام يكمن الهدف الديني الهندوسي الأساسي المتمثل في تعلم العيش والتصرف والتفكير بطريقة تؤدي إلى التحرر النهائي للنفس من دورة التناسخ (سامسارا). وتقبل جميع المدارس تقريبًا الإدراك (براتياكشا pratyaksha)، والاستدلال (أنومانا anumana)، والشهادة أو البرهان الموثوق (شابدا shabda) باعتبارها برامانا. وتدعي مدرسة بورفا ميمامسا أن الأبهافا، أو إدراك غياب شيء ما ("لا يوجد إبريق في هذه الغرفة")، هو وسيلة لاكتساب المعرفة لا يمكن تفسيرها بواسطة الأساليب الأخرى المعروفة لاكتساب المعرفة في الفلسفة الهندية والتي تُعرف بـ "برامانا".